# 할리우드 명예의 거리

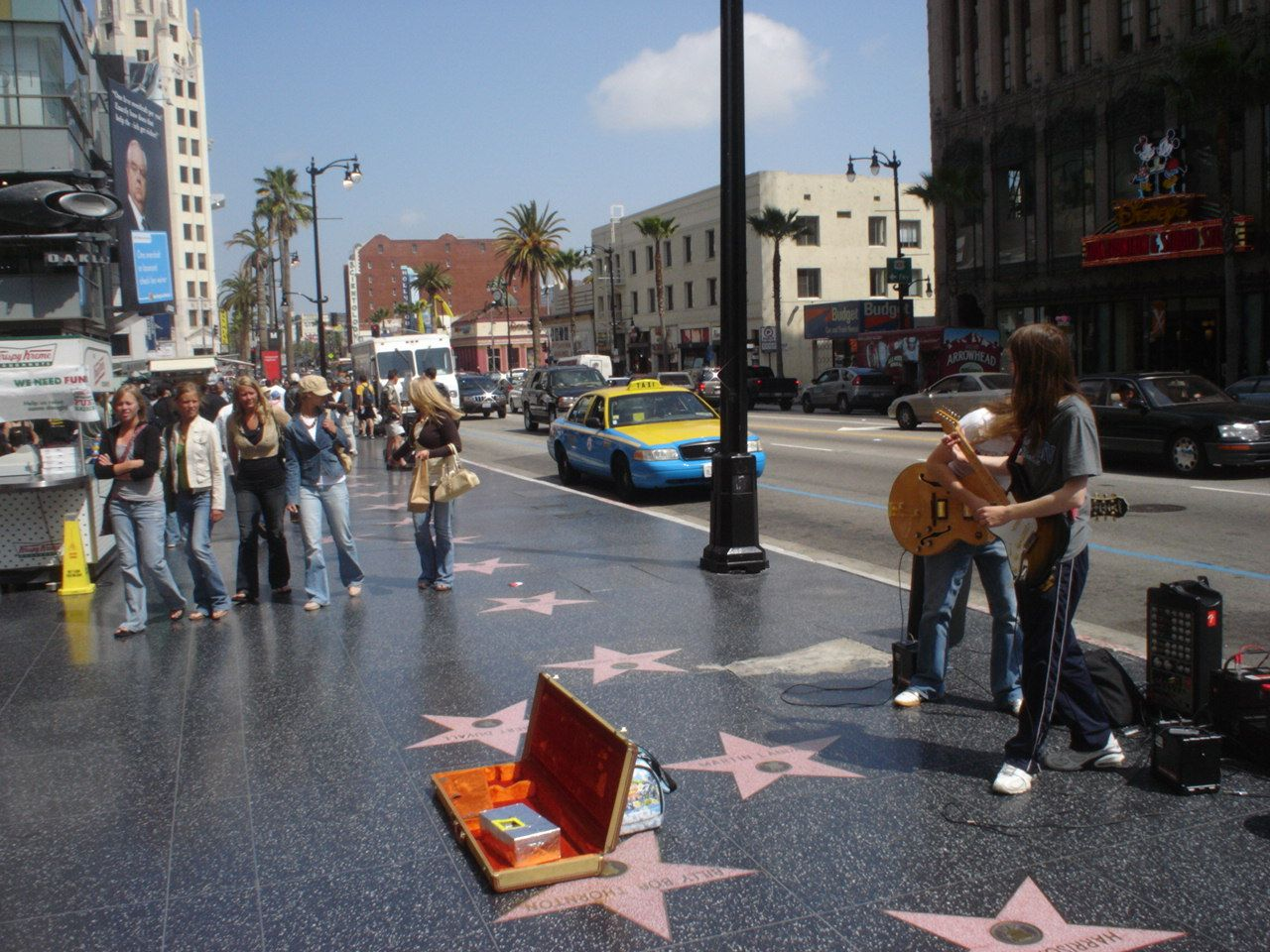
명예의 거리의 전경

할리우드 명예의 거리(Hollywood Walk of Fame)는 미국 캘리포니아주 할리우드에 있는 유명한 보도이다. 할리우드 대로부터 바인 스트리트까지 이어진다. 엔터테인먼트 업계에서 활약한 인물의 이름이 새겨진 2,000개 이상의 별 모양의 플레이트가 묻어져 있으며, 유명한 관광지가 되고 있다. 매년 별의 수는 증가하고 있으며, 추가하는 행사에는 본인도 참여한다.
1959년 할리우드 상공회의소에 의해 설립되었다. 처음 반년 만에 1,500개 이상의 별이 입성하였으며, 1994년에 2,000개를 넘어섰다. 현재는 매년 6월에, 영화, 텔레비전, 음악, 라디오, 연극 5개 분야에서 활약한 인물을 대상으로 20명 정도의 후보가 일반 투표에 의해 선정된다.

## 개요
할리우드 명예의 거리에는 할리우드 대로를 따라 동서로, 가워 스트리트(Gower Street)에서 라 브레아 애비뉴(La Brea Avenue)까지 바인 스트리트를 따라 남북으로 선셋 대로에서 유카 스트리트(Yucca Street)까지 뻗어있다.
갈색 사각형 중앙에 황동으로된 테라조 제의 분홍색 별로 된 플레이트가 배치되어 있다. 별에는 입성된 인물의 이름과 그 사람이 공헌한 분야를 표현한 심볼이 부착되어 있다. 기호는 다음과 같은 종류가 있다.
 "영화 카메라"는 영화 산업에 기여한 자를 의미한다.
 "텔레비전 수신기"는 텔레비전 산업에 기여한 자를 의미한다.
 "축음기판"은 음악 산업에 기여한 자를 의미한다.
 "무선 마이크"는 라디오 산업에 기여한 자를 의미한다.
 "가면"은 연극 산업에 기여한 자를 의미한다.
입성자 중 47%가 영화 산업, 24%가 텔레비전 산업, 17%가 음반 산업, 10%가 라디오 산업, 2% 이하는 연극 산업이다. 매년 약 20명이 입성하고 있다.

## 역사
1958년, 할리우드 명예의 거리는 연예계에 관련된 사람들에게 찬사를 보여주기 위해 만들어졌다. 입성한 연예인은 영화, 연극, 라디오, 텔레비전, 음악 업계에 업적으로 별을 수여했다. 처음에는 분야별로 여러 별을 받을 수 있었지만 최근에는 그런 경우는 드물다.
처음에는 2,500개의 별이 준비되어 있었으며, 처음 16개월 만에 1,558개에 이름이 새겨졌다. 1978년에는 로스앤젤레스의 역사 문화 기념물로 지정됐다.

## 기타

### 안필립
- 도산 안창호의 아들 안필립이 있다.